# 수사9단
《수사9단》은 김선권이 네이버 웹툰 코너에 연재하고있는 웹툰이다. 소재는 살인이나 실종 등의 형사 사건을 주재로한 바탕으로 이루어지고 있다. 이 웹툰은 목요일마다 연재되었다.

## 시놉시스
베테랑 수사반장 홍달기, 정보전달 담당이지만 제대로 들고오는 정보는 하나도 없는 정보통, 제대로 할줄아는것도 없이 사랑만을 외쳐대는 사랑꾼 김사랑. 이들은 날마다 기묘하면서도 엉뚱한 사건들을 해결하는 강력형사다. 그러던 어느날, 팀을 이끌어가던 홍반장이 급작스러운 습격을 당해 오랫동안 병원신세를 졌고 사랑마저 살인죄로 감옥에 수감되면서 혼자가 된 보통은 새로운 팀원을 꾸리기 시작한다.

## 등장인물

### 주요인물
- 홍달기

카리스마 넘치는 베테랑 수사반장, 허나 오직 주위에서 인정받지 못하는 보통과 사랑만을 데리고 다닌다. '믿음에 관하여' 편에서 급작스러운 피습을 당한이후 식물인간이 되어 몇년동안 병원신세를 지다가 시즌2 'missing'편에서 다시 복직한다. 하지만 너무 오랫동안 일을 쉬어서인지 힘도 빠지고 감각도 잃어 처음과는 달리 이젠 대장에서 부하로 밀렸다.
- 정보통

홍달기의 "정보통 나와!"라는 한마디에 자동적으로 정보를 갖고 나오지만 그가 갖고나오는 정보들은 하나같이 무쓸모다. 하는 행동은 이렇지만 알고보면 외모, 학벌, 운동, 집안까지 갖출건 다 갖춘 엄친아다. 그럼에도 불구하고 말단형사를 자처하는데는 그만한 이유가 있다. 학창시절, 오랫동안 잠복해있다 범인이 나타나자 곧바로 달려가 수갑을 채우는 달기의 모습을 보고 장래희망을 형사로 정했고 경찰대를 졸업하자마자 곧바로 우상으로 여기던 달기밑으로 들어간것.
- 김사랑

어리바리한 신참형사, 고아라서 보통과 달기가 가족이나 다름없다. 틈만나면 '아 사랑이야'를 외치는 사랑꾼. '세 가지 소원'편에서 의붓딸을 잔인하게 학대한 뒤 살해하고 암매장시키고도 뻔뻔스럽게 술을 들이키는 남자를 보고 눈이 뒤집혀 옆에 있던 삽으로 그를 무자비하게 폭행해 즉사시켰다. 이 일로 살인죄로 체포돼 교도소에 수감되면서 만화에서 사라졌다가 시즌2에서 가석방되어 나온다. 하지만 살인전과자가 형사일을 하는 건 불가능한지라 그 길로 다시 만화에서 사라졌다가 마지막화에서 실루엣으로 나왔다.
- 조양, 강호진

사랑과 달기의 부재를 메꾸기 위해 보통이 데려온 신참형사들, 하지만 머리가 유난히 좋다거나 운동신경이 뛰어난것도 아니며 사랑, 달기, 보통처럼 뚜렷한 개성도 없는 다소 밋밋한 감이 있는 조연들. 그나마 봐줄만한건 조양이 보통을 짝사랑한다는것 정도.
- 요술순대

정보통이 분양받은 미니피그로, 자장면 한 그릇을 다 비울 정도의 엄청난 먹성을 가지고 있다. 정보통이 아끼며 주로 정보통 곁에 있는다.

### 용의자
- 김순정

처음에는 살인사건 현장을 취재하고 다니는 평범한 기자로 보였지만 나중에 드러난 사실에 의하면 외딴섬에서 장기밀매 사업을 벌일정도로 잔혹한 연쇄살인범이자 사이코패스였다. 살해할 목적으로 끌어들인 달기 일행이 섬을 탈출하는데 성공하자 재빨리 증거를 인멸하고 종적을 감추었다 나중에 달기에게 살인누명을 씌우려 했지만 오히려 제 꾀에 넘어가 죽음을 맞이했다.
- 김순미

순정의 여동생. 언니랑 별반 다를게 없었다. 어느날, 죽음을 맞이한 언니의 모습을 발견했는데 평소, 언니에게 열등감이 강했던지라 자기 손으로 언니를 살해하고 언니 행세를 한다. 그러나 너무 어설펐던 탓에 스스로 자멸해버린다.
- 김준구

언뜻 보기에는 머리를 바나나 모양으로 노랗게 물들이고 다니는 웃음기 많은 가벼운 사람 같지만 경찰도 주먹 몇 대로 제압해버릴 정도의 싸움실력을 가졌다. 이후에도 여러 가지 방법으로 자신을 죄여오는 정보통을 3번이나 따돌린것으로 보아 사람의 심리를 꿰뚫어보는 능력이 뛰어난듯 하다.

## 작가가 낸 책
- <수사9단>
- <수사9단 시즌2 형사의 창>

## 같이 보기
- 후유증

## 참고사항
- 수사9단은 홍달기와 정보통, 김사랑이 주요인물로 나오는 시즌1과 정보통과 조양, 강호진이 주요인물로 나오는 시즌2 형사의 창으로 나뉜다.
- 현재는 완결된 작품이다.
- http://comic.naver.com/webtoon/list.nhn?titleId=15568에서%5B깨진+링크(과거+내용+찾기)%5D 정식연재가 되었다.
- 구도 표절 논란,오타 문제들,주소 실제 존재 논란 등이 있었다.
- 개그편에서 조석,강호진,김규삼이 나오기도 했었다.